# Lista över världens äldsta människor
Den äldsta människan i världshistorien, vars ålder bekräftats av ett internationellt organ som Guinness Rekordbok, Gerontology Research Group eller European Supercentenarian Organisation, är fransyskan Jeanne Calment som uppges ha fötts 1875 och blivit 122 år och 164 dagar gammal, vilket dock ifrågasattes i samband med en ny rysk studie, och den äldsta ej ifrågasatta människan är amerikanskan Sarah Knauss (född 1880) som blev 119 år och 97 dagar gammal (den äldsta mannen är japanen Jiroemon Kimura, född 1897, som blev 116 år och 54 dagar gammal).
Den 19 augusti 2024 blev den då 116-åriga japanska Tomiko Itooka, född 23 maj 1908, den äldsta levande personen med verifierad födelsetid. Itooka avled den 29 december 2024 vid en ålder av 116 år och 220 dagar.

## Historia

### Den första hundraåringen
Eilif Philipsen från Kinsarvik, Norge, tros vara den första kontrollerbara hundraåringen. Man vet med säkerhet att han döptes tillsammans med sin tvillingsyster Ingeborg i Kinsarviks kyrka den 21 juli 1682 då Kinsarvik var bland de norska församlingar som förde kyrkregister redan under 1670-talet. År 1701 nämns han som 18-åring i Norges första folkräkning. Vid den tiden levde han med sin far och sina två yngre bröder, den 10 år gamla Jacob och den 3 år gamla Hans. Eilif Philipsen gifte sig 1721 med den 22 år gamla Ingebjørk. 1723 var han inblandad i ett fall för domstolen. 1727 ärvde han sin släkts bondgård. 1753, då han var 71 år gammal, överlämnade han sin bondgård till sin svärson. 30 år senare nämns han i den lokala kyrkoherdens brev till den danske åldersforskaren Bolle Willum Luxdorph. Kyrkoherden berättade att det fanns en 101 år gammal man i församlingen. Philipsen bodde fortfarande på gården tillsammans med sin 84 år gamla hustru. Enligt kyrkregistret i Kinsarvik avled Philipsen den 20 juni 1785. Det verkar inte vara något som helst tvivel om att den Eilif Philipsen som dog i Kinsarvik 1785 var samma Eilif Philipsen som döptes på samma plats nästan 103 år tidigare.

### De första 110-åringarna och 120-åringskontroverser
Medan påståenden om extrema åldrar har funnits långt tillbaka i historien, var de första människorna som dokumenterats ha blivit 110 år gamla, verifierade av Guinness, nederländarna Thomas Peters (som avled den 26 mars 1857, bara 11 dagar före sin förmodade 112-årsdag) och Geert Boomgaard (1788–1899, 110 år och 135 dagar). Peters är dock numera avskriven eftersom hans födelsebevis "förlorats" (Guinness verifierade tidigare även kanadensaren Pierre Joubert som också avskrevs eftersom han visade sig vara förväxlad med sin far). Den första kvinnan som dokumenterats ha blivit 110 år gammal var brittiskan Margaret Ann Neve (1792–1903, 110 år och 321 dagar). De första 111-åringarna, om man bortser från Peters, var amerikanskorna Louisa Thiers (1814–1926, 111 år och 93 dagar) och Delina Filkins (1815–1928, 113 år och 214 dagar), båda från New York.
Amerikanen Mathew Beard (1870–1985, 114 år och 222 dagar) var den första 114-åringen och tysk-amerikanskan Augusta Holtz (1871–1986, 115 år och 79 dagar), som blev den äldsta levande människan efter Beards död, den första kvinnan som dokumenterat blev 114 år och den första människan som dokumenterat blev 115 år, och den första människan som dokumenterat blev 116 år japanskan Tane Ikai (som avled 12 juli 1995 116 år och 25 veckor gammal), vilket dock inte uppmärksammades eftersom Guinness 1978 erkänt japanen Shigechiyo Izumi (泉 重千代 Izumi Shigechiyo?), som sades vara född den 29 juni 1865, som den äldsta då levande människan (och även den person med längst yrkeskarriär då han arbetade som kreatursdrivare vid ett sockerbruk i över 98 år) och senare även som den förmodat äldsta människan någonsin när han avled av lunginflammation efter kort sjukhusvistelse i sin hemstad Tokunoshima kl 21:15 lokal tid den 21 februari 1986 (samma dag som Jeanne Calments förmodade 111-årsdag) 120 år och 237 dagar gammal, ett åldersrekord som senare påstods ha slagits den 17 oktober 1995 av fransyskan Jeanne Calment som avled den 4 augusti 1997 vid en förmodad ålder av 122 år och 164 dagar (som dock ifrågasatts liksom Izumis ålder) och som sades ha blivit den äldsta levande människan då amerikanskan Carrie C. White (som sades vara den första kvinnan som blivit 116 år gammal) avled den 14 februari 1991 i en förmodad ålder av 116 år och 88 dagar (som också är ifrågasatt eftersom forskning visat att hon möjligen endast var 102 år). Izumi har dock numera avskrivits eftersom hans födelsebevis, som antogs bekräfta att han blivit 120 år gammal, visat sig ha möjligen tillhört hans 15 år äldre bror, som tros ha dött ung och vars identitet möjligen återanvändes som nekronym, vilket innebär att Izumi möjligen endast blev 105 år.
Jeanne Calments förmodade ålder av 122 år började ifrågasättas vid årsskiftet 2018/2019 då en rysk studie visade att Jeanne Calment möjligen dog av lunginflammation redan 1934 varefter hennes dotter Yvonne Calment, som sades ha dött 1934, usurperade sin mor identitet och påstod sig vara sin mor och därmed varit 122 år vid sin död men i verkligheten var hon endast 99 år. För att bevisa huruvida denna nämnda hypotes är korrekt krävs ett blod-DNA-test, vilket ännu ej gjorts.
Om man inte räknar med Calment, är den äldsta kända människan någonsin såväl som den hittills enda människan som dokumenterat blivit minst 118 år gammal amerikanskan Sarah Knauss (1880–1999, 119 år och 97 dagar), som blev världens äldsta den 16 april 1998 då kanadensiskan Marie-Louise Meilleur (som var den första verifierade människan som blev 117 år och 26 dagar äldre än Knauss) avled 117 år och 230 dagar gammal. Om man inte räknar med Izumi, var danskamerikanen Christian Mortensen (som avled bara 9 dagar efter Marie-Louise Meilleur 115 år och 36 veckor gammal) den första kända mannen som blev 114 år efter Mathew Beards död såväl som den enda kända mannen som blivit minst 115 år gammal, innan puertoricanen Emiliano Mercado del Toro avled 115 år och 156 dagar gammal den 24 januari 2007, och den äldsta kända mannen någonsin t.o.m. den 27 december 2012 då hans rekord slogs av japanen Jiroemon Kimura, som i sin tur var den första och hittills enda mannen såväl som (då han avled 116 år och 54 dagar gammal den 12 juni 2013) den dittills yngsta av bara 7 personer som blivit minst 116 år.
Antalet personer som dokumenterats uppnått en ålder över 110 år är över 1500 vilket antagligen är en bråkdel av det antal som verkligen levt så länge, men de flesta påståenden har inte tillräckligt stöd av dokument som behövs för att bekräftas. Detta förändras långsamt i takt med att födelseregistreringen standardiserats i flera länder.

## De äldsta människorna i världshistorien
Detta är en lista över de 100 verifierat äldsta människorna i världshistorien.
      Avliden       Vid liv
| Rank | Namn                            | Född              | Död               | Ålder                                     | Nationalitet                 |
| ---- | ------------------------------- | ----------------- | ----------------- | ----------------------------------------- | ---------------------------- |
| 1    | Jeanne Calment                  | 21 februari 1875  | 4 augusti 1997    | 122 år och 164 dagar                      | Frankrike                    |
| 2    | Kane Tanaka                     | 2 januari 1903    | 19 april 2022     | 119 år och 107 dagar                      | Japan                        |
| 3    | Sarah Knauss                    | 24 september 1880 | 30 december 1999  | 119 år och 97 dagar                       | USA                          |
| 4    | Lucile Randon                   | 11 februari 1904  | 17 januari 2023   | 118 år och 340 dagar                      | Frankrike                    |
| 5    | Nabi Tajima                     | 4 augusti 1900    | 21 april 2018     | 117 år och 260 dagar                      | Japan                        |
| 6    | Marie-Louise Meilleur           | 29 augusti 1880   | 16 april 1998     | 117 år och 230 dagar                      | Kanada                       |
| 7    | Violet Brown                    | 10 mars 1900      | 15 september 2017 | 117 år och 189 dagar                      | Jamaica                      |
| 8    | María Branyas Morera            | 4 mars 1907       | 19 augusti 2024   | 117 år och 168 dagar                      | Spanien (men född i USA)     |
| 9    | Emma Morano                     | 29 november 1899  | 15 april 2017     | 117 år och 137 dagar                      | Italien                      |
| 10   | Chiyo Miyako                    | 2 maj 1901        | 22 juli 2018      | 117 år och 81 dagar                       | Japan                        |
| 11   | Delphia Welford                 | 9 september 1875  | 14 november 1992  | 117 år och 66 dagar                       | USA                          |
| 12   | Misao Okawa                     | 5 mars 1898       | 1 april 2015      | 117 år och 27 dagar                       | Japan                        |
| 13   | Francisca Celsa dos Santos      | 21 oktober 1904   | 5 oktober 2021    | 116 år och 349 dagar                      | Brasilien                    |
| 14   | María Capovilla                 | 14 september 1889 | 27 augusti 2006   | 116 år och 347 dagar                      | Ecuador                      |
| 15   | Inah Canabarro Lucas            | 8 juni 1908       | 30 april 2025     | 116 år och 326 dagar                      | Brasilien                    |
| 16   | Susannah Mushatt Jones          | 6 juli 1899       | 12 maj 2016       | 116 år och 311 dagar                      | USA                          |
| 17   | Gertrude Weaver                 | 4 juli 1898       | 6 april 2015      | 116 år och 276 dagar                      | USA                          |
| 18   | Fusa Tatsumi                    | 25 april 1907     | 12 december 2023  | 116 år och 231 dagar                      | Japan                        |
| 19   | Antônia da Santa Cruz           | 13 juni 1905      | 23 januari 2022   | 116 år och 224 dagar                      | Brasilien                    |
| 20   | Tomiko Itooka                   | 23 maj 1908       | 29 december 2024  | 116 år och 220 dagar (totalt 42589 dagar) | Japan                        |
| 21   | Tane Ikai                       | 18 januari 1879   | 12 juli 1995      | 116 år och 175 dagar                      | Japan                        |
| 22   | Jeanne Bot                      | 14 januari 1905   | 22 maj 2021       | 116 år och 128 dagar                      | Frankrike                    |
| 23   | Elizabeth Bolden                | 15 augusti 1890   | 11 december 2006  | 116 år och 118 dagar                      | USA                          |
| 24   | Besse Cooper                    | 26 augusti 1896   | 4 december 2012   | 116 år och 100 dagar                      | USA                          |
| 25   | Maria-Giuseppa Robucci          | 20 mars 1903      | 18 juni 2019      | 116 år och 90 dagar                       | Italien                      |
| 26   | Tekla Juniewicz                 | 10 juni 1906      | 19 augusti 2022   | 116 år och 70 dagar                       | Polen                        |
| 27   | Jiroemon Kimura                 | 19 april 1897     | 12 juni 2013      | 116 år och 54 dagar                       | Japan                        |
| 28   | Ana María Vela Rubio            | 29 oktober 1901   | 15 december 2017  | 116 år och 47 dagar                       | Spanien                      |
| 29   | Giuseppina Projetto             | 30 maj 1902       | 6 juli 2018       | 116 år och 37 dagar                       | Italien                      |
| 30   | Jeralean Talley                 | 23 maj 1899       | 17 juni 2015      | 116 år och 25 dagar                       | USA                          |
| 31   | Edie Ceccarelli                 | 5 februari 1908   | 22 februari 2024  | 116 år och 17 dagar                       | USA                          |
| 32   | Shigeyo Nakachi                 | 1 februari 1905   | 11 januari 2021   | 115 år och 345 dagar                      | Japan                        |
| 33   | Maggie Barnes                   | 6 mars 1882       | 19 januari 1998   | 115 år och 319 dagar                      | USA                          |
| 34   | Ethel Caterham                  | 21 augusti 1909   | Lever             | 115 år och 291 dagar (totalt 42295 dagar) | Storbritannien               |
| 35   | Dina Manfredini                 | 4 april 1897      | 17 december 2012  | 115 år och 257 dagar                      | USA (men född i Italien)     |
| 36   | Shimoe Akiyama                  | 19 maj 1903       | 29 januari 2019   | 115 år och 255 dagar                      | Japan                        |
| 37   | Christian Mortensen             | 16 augusti 1882   | 25 april 1998     | 115 år och 252 dagar                      | USA (men född i Danmark)     |
| 38   | Hester Ford                     | 15 augusti 1905   | 17 april 2021     | 115 år och 245 dagar                      | USA                          |
| 39   | Charlotte Hughes                | 1 augusti 1877    | 17 mars 1993      | 115 år och 228 dagar                      | Storbritannien               |
| 40   | Edna Parker                     | 20 april 1893     | 26 november 2008  | 115 år och 220 dagar                      | USA                          |
| 41   | Mary Ann Rhodes                 | 12 augusti 1882   | 3 mars 1998       | 115 år och 203 dagar                      | Kanada                       |
| 42   | Anonym                          | 15 mars 1900      | 27 september 2015 | 115 år och 196 dagar                      | Japan                        |
| 43   | Margaret Skeete                 | 27 oktober 1878   | 7 maj 1994        | 115 år och 192 dagar                      | USA                          |
| 44   | Bernice Madigan                 | 24 juli 1899      | 3 januari 2015    | 115 år och 163 dagar                      | USA                          |
| 45   | Gertrude Baines                 | 6 april 1894      | 11 september 2009 | 115 år och 158 dagar                      | USA                          |
| 46   | Emiliano Mercado del Toro       | 21 augusti 1891   | 24 januari 2007   | 115 år och 156 dagar                      | Puerto Rico                  |
| 47   | Bettie Wilson                   | 13 september 1890 | 13 februari 2005  | 115 år och 153 dagar                      | USA                          |
| 48   | Okagi Hayashi                   | 2 september 1909  | 26 april 2025     | 115 år och 236 dagar                      | Japan                        |
| 49   | Shin Matsushita                 | 30 mars 1904      | 27 augusti 2019   | 115 år och 150 dagar                      | Japan                        |
| 50   | Iris Westman                    | 28 augusti 1905   | 3 januari 2021    | 115 år och 128 dagar                      | USA                          |
| 51   | Julie Winnifred Bertrand        | 16 september 1891 | 18 januari 2007   | 115 år och 124 dagar                      | Kanada                       |
| 52   | Maria de Jesus                  | 10 september 1893 | 2 januari 2009    | 115 år och 114 dagar                      | Portugal                     |
| 53   | Marie-Josephine Gaudette        | 25 mars 1902      | 13 juli 2017      | 115 år och 110 dagar                      | Italien (men född i USA)     |
| 54   | Thelma Sutcliffe                | 1 oktober 1906    | 17 januari 2022   | 115 år och 108 dagar                      | USA                          |
| 55   | Susie Gibson                    | 31 oktober 1890   | 16 februari 2006  | 115 år och 108 dagar                      | USA                          |
| 56   | Edna Kern                       | 14 oktober 1900   | 20 januari 2016   | 115 år och 98 dagar                       | USA                          |
| 57   | Elizabeth Francis               | 25 juli 1909      | 22 oktober 2024   | 115 år och 89 dagar                       | USA                          |
| 58   | Casilda Benegas Gallego         | 8 april 1907      | 28 juni 2022      | 115 år och 81 dagar                       | USA                          |
| 59   | Augusta Holtz                   | 3 augusti 1871    | 21 oktober 1986   | 115 år och 79 dagar                       | USA (men född i Tyskland)    |
| 60   | Valentine Ligny                 | 22 oktober 1906   | 4 januari 2022    | 115 år och 74 dagar                       | Frankrike                    |
| 61   | Hendrikje van Andel-Schipper    | 29 juni 1890      | 30 augusti 2005   | 115 år och 62 dagar                       | Nederländerna                |
| 62   | Bessie Hendricks                | 7 november 1907   | 3 januari 2023    | 115 år och 57 dagar                       | USA                          |
| 63   | Maude Farris-Luse               | 21 januari 1887   | 18 mars 2002      | 115 år och 56 dagar                       | USA                          |
| 64   | Mina Kitagawa                   | 3 november 1905   | 19 december 2020  | 115 år och 46 dagar                       | Japan                        |
| 65   | Marie Brémont                   | 25 april 1886     | 6 juni 2001       | 115 år och 42 dagar                       | Frankrike                    |
| 66   | Yoshi Otsunari                  | 17 december 1906  | 26 januari 2022   | 115 år och 40 dagar                       | Japan                        |
| 67   | Koto Okubo                      | 24 december 1897  | 12 januari 2013   | 115 år och 19 dagar                       | Japan                        |
| 68   | Antonia Gerena Rivera           | 19 maj 1900       | 2 juni 2015       | 115 år och 14 dagar                       | USA (född i Puerto Rico)     |
| 69   | Chiyono Hasegawa                | 20 november 1896  | 2 december 2011   | 115 år och 12 dagar                       | Japan                        |
| 70   | Annie Jennings                  | 12 november 1884  | 20 november 1999  | 115 år och 8 dagar                        | Storbritannien               |
| 71   | Anonym                          | 29 april 1907     | 30 april 2022     | 115 år och 1 dag                          | Japan                        |
| 72   | Eva Morris                      | 8 november 1885   | 2 november 2000   | 114 år och 360 dagar                      | Storbritannien               |
| 73   | Kama Chinen                     | 10 maj 1895       | 2 maj 2010        | 114 år och 357 dagar (ifrågasatt)         | Japan                        |
| 74   | Sofia Rojas                     | 13 augusti 1907   | 30 juli 2022      | 114 år och 351 dagar                      | Colombia                     |
| 75   | Maria Gomes Valentim            | 9 juli 1896       | 21 juni 2011      | 114 år och 347 dagar                      | Brasilien                    |
| 76   | Mary Bidwell                    | 19 maj 1881       | 25 april 1996     | 114 år och 342 dagar                      | USA                          |
| 77   | Hazel Plummer                   | 19 juni 1908      | 25 maj 2023       | 114 år och 340 dagar                      | USA                          |
| 78   | Ophelia Burks                   | 25 oktober 1903   | 17 september 2018 | 114 år och 337 dagar                      | USA                          |
| 79   | Juan Vicente Perez Mora         | 27 maj 1909       | 2 april 2024      | 114 år och 311 dagar                      | Venezuela                    |
| 80   | Kahoru Furuya                   | 18 februari 1908  | 25 december 2022  | 114 år och 310 dagar                      | Japan                        |
| 81   | Mary Josephine Ray              | 17 maj 1895       | 7 mars 2010       | 114 år och 294 dagar                      | USA (men född i Kanada)      |
| 82   | Goldie Steinberg                | 30 oktober 1900   | 16 augusti 2015   | 114 år och 290 dagar                      | USA (men född i Ryssland)    |
| 83   | Kiyoko Ishiguro                 | 4 mars 1901       | 5 december 2015   | 114 år och 276 dagar                      | Japan                        |
| 84   | Maria do Couto Maia-Lopes       | 24 oktober 1890   | 25 juli 2005      | 114 år och 274 dagar                      | Portugal                     |
| 84   | Eudoxie Baboul                  | 1 oktober 1901    | 1 juli 2016       | 114 år och 274 dagar                      | Frankrike (Franska Guyana)   |
| 86   | Yukie Hino                      | 17 april 1902     | 13 januari 2017   | 114 år och 271 dagar (totalt 41910 dagar) | Japan                        |
| 87   | Ramona Trinidad Iglesias-Jordan | 31 augusti 1889   | 29 maj 2004       | 114 år och 272 dagar (totalt 41909 dagar) | Puerto Rico                  |
| 88   | Charlotte Kretschmann           | 3 december 1909   | 27 augusti 2024   | 114 år och 268 dagar                      | Tyskland                     |
| 89   | Delphine Gibson                 | 17 augusti 1903   | 9 maj 2018        | 114 år och 265 dagar                      | USA                          |
| 90   | Eugénie Blanchard               | 16 februari 1896  | 4 november 2010   | 114 år och 261 dagar                      | Frankrike (Saint-Barthélemy) |
| 91   | Venere Pizzinato-Papo           | 23 november 1896  | 2 augusti 2011    | 114 år och 252 dagar                      | Italien                      |
| 92   | Neva Morris                     | 3 augusti 1895    | 6 april 2010      | 114 år och 246 dagar                      | USA                          |
| 93   | Hide Ohira                      | 15 september 1880 | 9 maj 1995        | 114 år och 236 dagar (totalt 41873 dagar) | Japan                        |
| 93   | Blanche Cobb                    | 8 september 1900  | 1 maj 2015        | 114 år och 235 dagar (totalt 41873 dagar) | USA                          |
| 95   | Ethel Lang                      | 27 maj 1900       | 15 januari 2015   | 114 år och 233 dagar                      | Storbritannien               |
| 96   | Mila Mangold                    | 14 november 1907  | 2 juli 2022       | 114 år och 230 dagar (totalt 41869 dagar) | USA                          |
| 97   | Masa Matsumoto                  | 29 november 1909  | 9 juli 2024       | 114 år och 223 dagar                      | Japan                        |
| 98   | Yone Minagawa                   | 4 januari 1893    | 13 augusti 2007   | 114 år och 221 dagar                      | Japan                        |
| 99   | María Antonia Castro            | 10 juni 1881      | 16 januari 1996   | 114 år och 220 dagar                      | Spanien                      |
| 100  | Ura Koyama                      | 30 augusti 1890   | 5 april 2005      | 114 år och 218 dagar (totalt 41856 dagar) | Japan                        |

### De äldsta männen i världshistorien
Eftersom en majoritet (cirka 90 %) av de personer som blivit 110 år gamla är kvinnor så finns det här en separat lista över de äldsta männen i världshistorien, samtliga minst 112 år gamla.
| Rank | Namn                      | Född              | Död               | Ålder                                              | Nationalitet              |
| ---- | ------------------------- | ----------------- | ----------------- | -------------------------------------------------- | ------------------------- |
| 1    | Jiroemon Kimura           | 19 april 1897     | 12 juni 2013      | 116 år och 54 dagar                                | Japan                     |
| 2    | Christian Mortensen       | 16 augusti 1882   | 25 april 1998     | 115 år och 252 dagar                               | USA (men född i Danmark)  |
| 3    | Emiliano Mercado del Toro | 21 augusti 1891   | 24 januari 2007   | 115 år och 156 dagar                               | Puerto Rico               |
| 4    | Juan Vicente Perez Mora   | 27 maj 1909       | 2 april 2024      | 114 år och 311 dagar                               | Venezuela                 |
| 5    | Walter Breuning           | 21 september 1896 | 14 april 2011     | 114 år och 205 dagar                               | USA                       |
| 6    | Yukichi Chuganji          | 23 mars 1889      | 28 september 2003 | 114 år och 189 dagar                               | Japan                     |
| 7    | Joan Riudavets Moll       | 15 december 1889  | 5 mars 2004       | 114 år och 81 dagar                                | Spanien                   |
|      | Gustav Gerneth            | 15 oktober 1905   | 22 oktober 2019   | 114 år och 7 dagar                                 | Tyskland                  |
| 8    | Fred Hale                 | 1 december 1890   | 19 november 2004  | 113 år och 354 dagar                               | USA                       |
| 9    | Israel Kristal            | 15 september 1903 | 11 augusti 2017   | 113 år och 330 dagar                               | Israel (men född i Polen) |
| 10   | Johnson Parks             | 15 oktober 1884   | 17 juli 1998      | 113 år och 275 dagar (totalt 41547 dagar)          | USA                       |
| 10   | Tomoji Tanabe             | 18 september 1895 | 19 juni 2009      | 113 år och 274 dagar (totalt 41547 dagar)          | Japan                     |
| 11   | John Ingram McMorran      | 19 juni 1889      | 24 februari 2003  | 113 år och 250 dagar                               | USA                       |
| 12   | Masazō Nonaka             | 25 juli 1905      | 20 januari 2019   | 113 år och 179 dagar                               | Japan                     |
| 13   | Frederick Frazier         | 27 januari 1880   | 14 juni 1993      | 113 år och 138 dagar                               | USA                       |
| 14   | James Sisnett             | 22 februari 1900  | 23 maj 2013       | 113 år och 90 dagar                                | Barbados                  |
| 14   | Wenceslao Leyva González  | 28 september 1903 | 27 december 2016  | 113 år och 90 dagar                                | Mexiko                    |
| 16   | Domingo Villa Avisencio   | 26 augusti 1906   | 3 november 2019   | 113 år och 69 dagar                                | Mexiko                    |
|      | Maximiano José dos Santos | 22 februari 1893  | 25 april 2006     | 113 år och 62 dagar                                | Brasilien                 |
| 17   | Walter Richardson         | 7 november 1885   | 25 december 1998  | 113 år och 48 dagar (totalt 41320 dagar)           | USA                       |
| 17   | Francisco Núñez Olivera   | 13 december 1904  | 29 januari 2018   | 113 år och 47 dagar (totalt 41320 dagar)           | Spanien                   |
| 19   | Henry Allingham           | 6 juni 1896       | 18 juli 2009      | 113 år och 42 dagar                                | Storbritannien            |
| 20   | Emilio Flores Marquez     | 8 augusti 1908    | 12 augusti 2021   | 113 år och 4 dagar                                 | Puerto Rico               |
| 21   | Antonio Todde             | 22 januari 1889   | 3 januari 2002    | 112 år och 346 dagar                               | Italien                   |
| 22   | Moses Hardy               | 6 januari 1894    | 7 december 2006   | 112 år och 335 dagar                               | USA                       |
| 23   | Chitetsu Watanabe         | 5 mars 1907       | 23 februari 2020  | 112 år och 355 dagar                               | Japan                     |
| 24   | Yasutaro Koide            | 13 mars 1903      | 19 januari 2016   | 112 år och 312 dagar                               | Japan                     |
| 25   | John Evans                | 19 augusti 1877   | 10 juni 1990      | 112 år och 295 dagar                               | Storbritannien            |
| 26   | Shi Ping                  | 1 november 1911   | 29 juni 2024      | 112 år och 241 dagar                               | Kina                      |
| 27   | Richard Overton           | 11 maj 1906       | 27 december 2018  | 112 år och 230 dagar                               | USA                       |
| 28   | George Francis            | 6 juni 1896       | 27 december 2008  | 112 år och 204 dagar                               | USA                       |
|      | James King                | 15 november 1854  | 5 juni 1967       | 112 år och 202 dagar (väntar på verifiering)       | USA                       |
| 29   | Denzo Ishizaki            | 20 oktober 1886   | 29 april 1999     | 112 år och 191 dagar                               | Japan                     |
| 30   | Josep Armengol            | 23 juli 1881      | 20 januari 1994   | 112 år och 181 dagar                               | Spanien                   |
| 31   | Giovanni Frau             | 29 december 1890  | 19 juni 2003      | 112 år och 172 dagar                               | Italien                   |
|      | Juan Palacio              | 8 december 1903   | 27 maj 2016       | 112 år och 171 dagar                               | Colombia                  |
| 32   | John Painter              | 20 september 1888 | 1 mars 2001       | 112 år och 162 dagar                               | USA                       |
| 33   | Masamitsu Yoshida         | 30 maj 1904       | 29 oktober 2016   | 112 år och 152 dagar                               | Japan                     |
| 34   | Sakari Momoi              | 5 februari 1903   | 5 juli 2015       | 112 år och 150 dagar                               | Japan                     |
| 35   | Gisaburo Sonobe           | 6 november 1911   | 31 mars 2024      | 112 år och 146 dagar                               | Japan                     |
| 36   | Alphaeus Philemon Cole    | 12 juli 1876      | 25 november 1988  | 112 år och 136 dagar                               | USA                       |
| 37   | Augusto Moreira           | 6 oktober 1896    | 13 februari 2009  | 112 år och 130 dagar                               | Portugal                  |
|      | Joao Zanol                | 13 oktober 1907   | 12 februari 2020  | 112 år och 122 dagar                               | Brasilien                 |
| 38   | George Johnson            | 1 maj 1894        | 30 augusti 2006   | 112 år och 121 dagar                               | USA                       |
| 39   | Salustiano Sánchez        | 8 juni 1901       | 13 september 2013 | 112 år och 97 dagar                                | USA (men född i Spanien)  |
| 40   | John Tinniswood           | 26 augusti 1912   | 25 november 2024  | 112 år och 91 dagar (40999 dagar)                  | Storbritannien            |
| 41   | CP Crawford               | 25 augusti 1907   | 23 november 2019  | 112 år och 90 dagar (väntar på verifiering)        | USA                       |
| 42   | Jorge Duran Coral         | 23 april 1909     | 21 juli 2021      | 112 år och 89 dagar                                | Mexiko                    |
|      | Jordelino Cardoso         | 14 mars 1907      | 11 juni 2019      | 112 år och 88 dagar                                | Brasilien                 |
| 43   | Yoshikazu Yamashita       | 10 april 1907     | 7 juli 2019       | 112 år och 88 dagar                                | Japan                     |
| 44   | Gengan Tonaki             | 30 oktober 1884   | 24 januari 1997   | 112 år och 86 dagar                                | Japan                     |
| 45   | Robert "Bob" Weighton     | 29 mars 1908      | 28 maj 2020       | 112 år och 60 dagar                                | Storbritannien            |
|      | Joe Hollins               | 19 augusti 1906   | 23 september 2018 | 112 år och 35 dagar                                | USA                       |
| 46   | Tadanosuke Hashimoto      | 27 april 1891     | 31 maj 2003       | 112 år och 34 dagar                                | Japan                     |
| 47   | Kumekichi Tani            | 20 april 1891     | 12 maj 2003       | 112 år och 22 dagar                                | Japan                     |
| 48   | James Wiggins             | 15 oktober 1879   | 16 oktober 1991   | 112 år och 1 dag (totalt 40908 dagar) (ifrågasatt) | USA                       |
|      | George Feldman            | 2 december 1906   | 2 december 2018   | 112 år och 0 dagar (totalt 40908 dagar)            | USA                       |

## Kronologisk lista över världens äldsta levande person från 1955
Avliden       Vid liv
| Period                                                                    | Namn och livslängd | Ålder som äldst                                                                               | Nationalitet                    |
| ------------------------------------------------------------------------- | --- | --------------------------------------------------------------------------------------------- | ------------------------------- |
| ? – 24 oktober 1955                                                       | Betsy Baker (20 augusti 1842 – 24 oktober 1955)                                                                          | ? – 113 år och 65 dagar                                                                       | Storbritannien (född) USA       |
| 24 oktober 1955 – 16 december 1956 (1 år och 53 dagar)                    | Jennie Howell (11 februari 1845 – 16 december 1956)                                                                      | 110 år och 256 dagar – 111 år och 309 dagar                                                   | Storbritannien (född) USA       |
| 16 december 1956 – 30 mars 1958 (1 år och 104 dagar)                      | Marie Carstenson (24 januari 1849 – 30 mars 1958)                                                                        | 107 år och 327 dagar – 109 år och 65 dagar                                                    | Danmark (född) USA              |
| 30 mars – 17 oktober 1958 (171 dagar)                                     | Nancy Ryan (5 september 1849 – 17 oktober 1958)                                                                          | 108 år och 206 dagar – 109 år och 42 dagar                                                    | USA                             |
| 17 oktober 1958 – 7 oktober 1959 (355 dagar)                              | Christina Karnebeek-Backs (2 oktober 1849 – 7 oktober 1959)                                                              | 109 år och 15 dagar – 110 år och 5 dagar                                                      | Nederländerna                   |
| 7 oktober – 24 november 1959 (48 dagar)                                   | Marie Olsen (1 maj 1850 – 24 november 1959)                                                                              | 109 år och 159 dagar – 109 år och 207 dagar                                                   | Norge                           |
| 24 november 1959 – 30 december 1964 (5 år och 36 dagar)                   | Mary Kelly (7 juni 1851 – 30 december 1964)                                                                              | 108 år och 170 dagar – 113 år och 206 dagar                                                   | USA                             |
| 30 december 1964 – 6 mars 1965 (66 dagar)                                 | Elizabeth Kensley (12 maj 1855 – 6 mars 1965)                                                                            | 109 år och 232 dagar – 109 år och 298 dagar                                                   | Storbritannien                  |
| 30 december 1964 eller 6 mars 1965 – 6 augusti 1965 (219 eller 153 dagar) | William Fullingim (7 juli 1854 eller 1855 – 6 augusti 1965)                                                              | 110 år och 176 dagar eller 109 år och 242 dagar – 110 eller 111 år och 30 dagar               | USA                             |
| 6 augusti 1965 – 10 januari 1966 (157 dagar)                              | Hannah Smith (7 januari 1856 – 10 januari 1966)                                                                          | 109 år och 211 dagar – 110 år och 3 dagar                                                     | Storbritannien                  |
| 10 januari 1966 – 21 mars 1968 (2 år och 71 dagar)                        | John Mosely Turner (15 juni 1856 – 21 mars 1968)                                                                         | 109 år och 209 dagar – 111 år och 280 dagar                                                   | Storbritannien                  |
| 21 mars – 16 juni 1968 (87 dagar)                                         | Johanna Booyson (17 januari 1857 – 16 juni 1968)                                                                         | 111 år och 64 dagar – 111 år och 151 dagar                                                    | Sydafrika                       |
| 16 juni 1968 – 4 maj 1969 (322 dagar)                                     | Marie Bernátková (22 oktober 1857 – 4 maj 1969)                                                                          | 110 år och 238 dagar – 111 år och 194 dagar                                                   | Tjeckoslovakien (nu Tjeckien)   |
| 4 maj 1969 – 11 januari 1970 (252 dagar)                                  | Ada Roe (6 februari 1858 – 11 januari 1970)                                                                              | 111 år och 87 dagar – 111 år och 339 dagar                                                    | Storbritannien                  |
| 11 januari 1970 – 27 februari 1973 (3 år och 47 dagar)                    | Josefa Salas (14 juli 1860 – 27 februari 1973)                                                                           | 109 år och 181 dagar – 112 år och 228 dagar                                                   | Spanien                         |
| 27 februari – 18 augusti 1973 (172 dagar)                                 | Alice Stevenson (10 juli 1861 – 18 augusti 1973)                                                                         | 111 år och 232 dagar – 112 år och 39 dagar                                                    | Storbritannien                  |
| 18 augusti – 31 oktober 1973 (74 dagar)                                   | Elizabeth Watkins (ifrågasatt) (10 mars 1863? – 31 oktober 1973)                                                         | 110 år och 161 dagar – 110 år och 235 dagar?                                                  | Storbritannien                  |
| 31 oktober 1973 – 31 maj 1975 (1 år och 212 dagar)                        | Mito Umeta (27 mars 1863 – 31 maj 1975)                                                                                  | 110 år och 218 dagar – 112 år och 65 dagar                                                    | Japan                           |
| 31 maj 1975 – 16 november 1976 (1 år och 169 dagar)                       | Niwa Kawamoto (5 augusti 1863 – 16 november 1976)                                                                        | 111 år och 299 dagar – 113 år och 105 dagar                                                   | Japan                           |
| 16 november 1976 – 2 december 1977 (1 år och 16 dagar)                    | Sophia DeMuth (30 juni 1866 – 2 december 1977)                                                                           | 110 år och 139 dagar – 111 år och 155 dagar                                                   | USA                             |
| 2 december 1977 – 25 april 1978 (144 dagar)                               | Marie-Virgine Duhem (2 augusti 1866 – 25 april 1978)                                                                     | 111 år och 122 dagar – 111 år och 266 dagar                                                   | Frankrike                       |
| 25 april 1978 – 22 januari 1981 (2 år och 272 dagar)                      | Fannie Thomas (14 april 1867 – 22 januari 1981)                                                                          | 111 år och 11 dagar – 113 år och 283 dagar                                                    | USA                             |
| 22 januari – 8 mars 1981 (45 dagar)                                       | Augustine Tessier (2 januari 1869 – 8 mars 1981)                                                                         | 112 år och 20 dagar – 112 år och 65 dagar                                                     | Frankrike                       |
| 8 mars 1981 – 13 november 1982 (1 år och 250 dagar)                       | Nellie Spencer (24 augusti 1869 – 13 november 1982)                                                                      | 111 år och 196 dagar – 113 år och 81 dagar                                                    | USA                             |
| 13 november 1982 – 13 oktober 1983 (334 dagar)                            | Emma Wilson (12 maj 1870 – 13 oktober 1983)                                                                              | 112 år och 185 dagar – 113 år och 154 dagar                                                   | USA                             |
| 13 oktober 1983 – 16 februari 1985 (1 år och 126 dagar)                   | Mathew Beard (9 juli 1870 – 16 februari 1985)                                                                            | 113 år och 96 dagar – 114 år och 222 dagar                                                    | USA                             |
| 16 februari 1985 – 21 oktober 1986 (1 år och 247 dagar)                   | Augusta Holtz (3 augusti 1871 – 21 oktober 1986)                                                                         | 113 år och 197 dagar – 115 år och 79 dagar                                                    | Tyskland (född) USA (död)       |
| 21 oktober 1986 – 2 februari 1987 (104 dagar)                             | Mary McKinney (30 maj 1873 – 2 februari 1987)                                                                            | 113 år och 144 dagar – 113 år och 248 dagar                                                   | USA                             |
| 2 februari – 27 december 1987 (328 dagar)                                 | Anna Eliza Williams (2 juni 1873 – 27 december 1987)                                                                     | 113 år och 245 dagar – 114 år och 208 dagar                                                   | Storbritannien                  |
| 27 december 1987 – 11 januari 1988 (15 dagar)                             | Florence Knapp (10 oktober 1873 – 11 januari 1988)                                                                       | 114 år och 78 dagar – 114 år och 93 dagar                                                     | USA                             |
| 11 januari 1988 – 4 augusti 1997 (9 år och 205 dagar) (ifrågasatt)        | Jeanne Calment (21 februari 1875 – 4 augusti 1997)                                                                       | 112 år och 324 dagar – 122 år och 164 dagar                                                   | Frankrike                       |
| 4 augusti 1997 – 16 april 1998 (255 dagar)                                | Marie-Louise Meilleur (29 augusti 1880 – 16 april 1998)                                                                  | 116 år och 340 dagar – 117 år och 230 dagar                                                   | Kanada                          |
| 16 april 1998 – 30 december 1999 (1 år och 258 dagar)                     | Sarah Knauss (24 september 1880 – 30 december 1999)                                                                      | 117 år och 204 dagar – 119 år och 97 dagar                                                    | USA                             |
| 30 december 1999 – 2 november 2000 (308 dagar)                            | Eva Morris (8 november 1885 – 2 november 2000)                                                                           | 114 år och 52 dagar – 114 år och 360 dagar                                                    | Storbritannien                  |
| 2 november 2000 – 6 juni 2001 (216 dagar)                                 | Marie Brémont (25 april 1886 – 6 juni 2001)                                                                              | 114 år och 191 dagar – 115 år och 42 dagar                                                    | Frankrike                       |
| 5 juni 2001 – 18 mars 2002 (286 dagar)                                    | Maude Farris-Luse (21 januari 1887 – 18 mars 2002)                                                                       | 114 år och 135 dagar – 115 år och 56 dagar                                                    | USA                             |
| 18 mars – 28 maj 2002 (71 dagar)                                          | Grace Clawson (15 november 1887 – 28 maj 2002)                                                                           | 114 år och 123 dagar – 114 år och 194 dagar                                                   | Storbritannien (född) USA (död) |
| 28 maj – 21 augusti 2002 (85 dagar)                                       | Adelina Domingues (19 februari 1888 – 21 augusti 2002)                                                                   | 114 år och 98 dagar – 114 år och 183 dagar                                                    | Kap Verde (född) USA            |
| 21 augusti – 29 december 2002 (130 dagar)                                 | Mae Harrington (20 januari 1889 – 29 december 2002)                                                                      | 113 år och 213 dagar – 113 år och 343 dagar                                                   | USA                             |
| 29 december 2002 – 28 september 2003 (273 dagar)                          | Yukichi Chuganji (23 mars 1889 – 28 september 2003)                                                                      | 113 år och 281 dagar – 114 år och 189 dagar                                                   | Japan                           |
| 28 september – 13 november 2003 (46 dagar)                                | Mitoyo Kawate (15 maj 1889 – 13 november 2003)                                                                           | 114 år och 136 dagar – 114 år och 182 dagar                                                   | Japan                           |
| 13 november 2003 – 29 maj 2004 (198 dagar)                                | Ramona Trinidad Iglesias-Jordan (31 augusti 1889 – 29 maj 2004)                                                          | 114 år och 74 dagar – 114 år och 272 dagar                                                    | Puerto Rico                     |
| 29 maj 2004 – 27 augusti 2006 (2 år och 90 dagar)                         | María Capovilla (14 september 1889 – 27 augusti 2006)                                                                    | 114 år och 258 dagar – 116 år och 347 dagar                                                   | Ecuador                         |
| 27 augusti – 11 december 2006 (106 dagar)                                 | Elizabeth Bolden (15 augusti 1890 – 11 december 2006)                                                                    | 116 år och 12 dagar – 116 år och 118 dagar                                                    | USA                             |
| 11 december 2006 – 24 januari 2007 (44 dagar)                             | Emiliano Mercado del Toro (21 augusti 1891 – 24 januari 2007)                                                            | 115 år och 112 dagar – 115 år och 156 dagar                                                   | Puerto Rico                     |
| 24 – 28 januari 2007 (4 dagar)                                            | Emma Tillman (22 november 1892 – 28 januari 2007)                                                                        | 114 år och 63 dagar – 114 år och 67 dagar                                                     | USA                             |
| 29 januari – 13 augusti 2007 (196 dagar)                                  | Yone Minagawa (4 januari 1893 – 13 augusti 2007)                                                                         | 114 år och 25 dagar – 114 år och 221 dagar                                                    | Japan                           |
| 13 augusti 2007 – 26 november 2008 (1 år och 105 dagar)                   | Edna Parker (20 april 1893 – 26 november 2008)                                                                           | 114 år och 105 dagar – 115 år och 220 dagar                                                   | USA                             |
| 26 november 2008 – 2 januari 2009 (37 dagar)                              | Maria de Jesus (10 september 1893 – 2 januari 2009)                                                                      | 115 år och 77 dagar – 115 år och 114 dagar                                                    | Portugal                        |
| 2 januari – 11 september 2009 (252 dagar)                                 | Gertrude Baines (6 april 1894 – 11 september 2009)                                                                       | 114 år och 271 dagar – 115 år och 158 dagar                                                   | USA                             |
| 11 september 2009 – 2 maj eller 7 mars 2010 (233 eller 177 dagar)         | Kama Chinen (ifrågasatt) (10 maj 1895 – 2 maj 2010) eller Mary Josephine Ray (ej ifrågasatt) (17 maj 1895 – 7 mars 2010) | 114 år och 124 dagar – 114 år och 357 dagar eller 114 år och 117 dagar – 114 år och 294 dagar | Japan eller USA (född i Kanada) |
| 7 mars – 6 april 2010 (30 dagar)                                          | Neva Morris (3 augusti 1895 – 6 april 2010)                                                                              | 114 år och 216 dagar – 114 år och 246 dagar                                                   | USA                             |
| 2 maj eller 6 april – 4 november 2010 (186 eller 212 dagar)               | Eugénie Blanchard (16 februari 1896 – 4 november 2010)                                                                   | 114 år och 75 eller 101 dagar – 114 år och 261 dagar                                          | Frankrike (Saint-Barthélemy)    |
| 4 november 2010 – 18 november 2010 (14 dagar)                             | Ana Nogueira de Lucas (20 juni 1896 – 18 november 2010)                                                                  | 114 år och 137 dagar – 114 år och 151 dagar                                                   | Brasilien                       |
| 18 november 2010 – 21 juni 2011 (215 dagar)                               | Maria Gomes Valentim (9 juli 1896 – 21 juni 2011)                                                                        | 114 år och 132 dagar – 114 år och 347 dagar                                                   | Brasilien                       |
| 21 juni 2011 – 4 december 2012 (1 år och 166 dagar)                       | Besse Cooper (26 augusti 1896 – 4 december 2012)                                                                         | 114 år och 299 dagar – 116 år och 100 dagar                                                   | USA                             |
| 4 – 17 december 2012 (13 dagar)                                           | Dina Manfredini (4 april 1897 – 17 december 2012)                                                                        | 115 år och 244 dagar – 115 år och 257 dagar                                                   | Italien (född) USA              |
| 17 december 2012 – 12 juni 2013 (177 dagar)                               | Jiroemon Kimura (19 april 1897 – 12 juni 2013)                                                                           | 115 år och 242 dagar – 116 år och 54 dagar                                                    | Japan                           |
| 12 juni 2013 – 1 april 2015 (1 år och 293 dagar)                          | Misao Okawa (5 mars 1898 – 1 april 2015)                                                                                 | 115 år och 99 dagar – 117 år och 27 dagar                                                     | Japan                           |
| 31 mars – 6 april 2015 (6 dagar)                                          | Gertrude Weaver (4 juli 1898 – 6 april 2015)                                                                             | 116 år och 270 dagar – 116 år och 276 dagar                                                   | USA                             |
| 6 april – 17 juni 2015 (72 dagar)                                         | Jeralean Talley (23 maj 1899 – 17 juni 2015)                                                                             | 115 år och 348 dagar – 116 år och 25 dagar                                                    | USA                             |
| 17 juni 2015 – 12 maj 2016 (330 dagar)                                    | Susannah Mushatt Jones (6 juli 1899 – 12 maj 2016)                                                                       | 115 år och 346 dagar – 116 år och 311 dagar                                                   | USA                             |
| 13 maj 2016 – 15 april 2017 (337 dagar)                                   | Emma Morano (29 november 1899 – 15 april 2017)                                                                           | 116 år och 166 dagar – 117 år och 137 dagar                                                   | Italien                         |
| 15 april – 15 september 2017 (153 dagar)                                  | Violet Brown (10 mars 1900 – 15 september 2017)                                                                          | 117 år och 36 dagar – 117 år och 189 dagar                                                    | Jamaica                         |
| 16 september 2017 – 22 juli 2018 (309 dagar)                              | Chiyo Miyako (2 maj 1901 – 22 juli 2018)                                                                                 | 116 år och 137 dagar – 117 år och 81 dagar                                                    | Japan                           |
| 22 juli 2018 – 19 april 2022 (3 år och 271 dagar)                         | Kane Tanaka (2 januari 1903 – 19 april 2022)                                                                             | 115 år och 201 dagar – 119 år och 107 dagar                                                   | Japan                           |
| 19 april 2022 – 17 januari 2023 (0 år och 273 dagar)                      | Lucile Randon (11 februari 1904 – 17 januari 2023)                                                                       | 118 år och 59 dagar – 118 år och 340 dagar                                                    | Frankrike                       |
| 17 januari 2023 – 19 augusti 2024 (1 år och 215 dagar)                    | María Branyas Morera (4 mars 1907 – 19 augusti 2024)                                                                     | 115 år och 319 dagar – 117 år och 168 dagar                                                   | Spanien                         |
| 19 augusti 2024 – 29 december 2024 (0 år och 132 dagar)                   | Tomiko Itooka (23 maj 1908 – 29 december 2024)                                                                           | 116 år och 88 dagar – 116 år och 220 dagar                                                    | Japan                           |
| 29 december 2024 – 30 april 2025 (0 år och 122 dagar)                     | Inah Canabarro Lucas (8 juni 1908 – 30 april 2025)                                                                       | 116 år och 204 dagar – 116 år och 326 dagar                                                   | Brasilien                       |
| 30 april 2025 – (0 år och 39 dagar)                                       | Ethel Caterham (30 april 2025 – )                                                                                        | 115 år och 252 dagar – *                                                                      | Storbritannien                  |

### Kronologisk lista över världens äldsta levande man från 1973
Avliden       Vid liv
| Period                                                   | Namn och livslängd                                                      | Ålder som äldst                             | Nationalitet              |
| -------------------------------------------------------- | ----------------------------------------------------------------------- | ------------------------------------------- | ------------------------- |
| ? – 5 maj 1973                                           | Friedrich Wedeking (10 oktober 1862 – 5 maj 1973)                       | ? – 110 år och 207 dagar                    | Tyskland                  |
| 5 maj 1973 – 9 mars 1974 (308 dagar)                     | Frederick Butterfield (28 februari 1864 – 9 mars 1974)                  | 109 år och 66 dagar – 110 år och 9 dagar    | Storbritannien            |
| 9 mars 1974 – 17 mars 1977 (3 år och 8 dagar)            | Jean Teillet (6 november 1866 – 17 mars 1977)                           | 107 år och 123 dagar – 110 år och 131 dagar | Frankrike                 |
| 17 mars 1977 – 20 augusti 1978 (1 år och 156 dagar)      | Charlie Nelson (21 september 1867 – 20 augusti 1978)                    | 109 år och 177 dagar – 110 år och 333 dagar | USA                       |
| 20 augusti 1978 – 5 september 1980 (2 år och 16 dagar)   | Charlie Phillips (5 maj 1870 – 5 september 1980)                        | 108 år och 107 dagar – 110 år och 123 dagar | USA                       |
| 5 september 1980 – 16 februari 1985 (4 år och 164 dagar) | Mathew Beard (9 juli 1870 – 16 februari 1985)                           | 110 år och 58 dagar – 114 år och 222 dagar  | USA                       |
| 16 februari 1985 – 14 december 1986 (1 år och 301 dagar) | Joe Thomas (1 maj 1875 – 14 december 1986)                              | 109 år och 291 dagar – 111 år och 227 dagar | USA                       |
| 14 december 1986 – 5 januari 1987 (22 dagar)             | Herman Smith-Johannsen (15 juni 1875 – 5 januari 1987)                  | 111 år och 182 dagar – 111 år och 204 dagar | Norge                     |
| 5 januari 1987 – 25 november 1988 (1 år och 325 dagar)   | Alphaeus Philemon Cole (12 juli 1876 – 25 november 1988)                | 110 år och 177 dagar – 112 år och 136 dagar | USA                       |
| 25 november 1988 – 10 juni 1990 (1 år och 197 dagar)     | John Evans (19 augusti 1877 – 10 juni 1990)                             | 111 år och 98 dagar – 112 år och 295 dagar  | Storbritannien            |
| 10 – 18 juni 1990 (8 dagar)                              | Henri Pérignon (14 oktober 1879 – 18 juni 1990)                         | 110 år och 239 dagar – 110 år och 247 dagar | Frankrike                 |
| 18 juni 1990 – 16 oktober 1991 (1 år och 120 dagar)      | James Wiggins (15 oktober 1879 – 16 oktober 1991)                       | 110 år och 246 dagar – 112 år och 1 dag     | USA                       |
| 16 oktober 1991 – 14 juni 1993 (1 år och 241 dagar)      | Frederick Frazier (27 januari 1880 – 14 juni 1993)                      | 111 år och 262 dagar – 113 år och 138 dagar | USA                       |
| 14 juni 1993 – 20 januari 1994 (220 days)                | Josep Armengol (23 juli 1881 – 20 januari 1994)                         | 111 år och 326 dagar – 112 år och 181 dagar | Spanien                   |
| 20 januari 1994 – 25 april 1998 (4 år och 95 dagar)      | Christian Mortensen (16 augusti 1882 – 25 april 1998)                   | 111 år och 157 dagar – 115 år och 252 dagar | Danmark (född) USA (död)  |
| 25 april – 17 juli 1998 (83 dagar)                       | Johnson Parks (15 oktober 1884 – 17 juli 1998)                          | 113 år och 192 dagar – 113 år och 275 dagar | USA                       |
| 17 juli – 25 december 1998 (161 dagar)                   | Walter Richardson (7 november 1885 – 25 december 1998)                  | 112 år och 252 dagar – 113 år och 48 dagar  | USA                       |
| 25 december 1998 – 29 april 1999 (125 dagar)             | Denzo Ishisaki (20 oktober 1886 – 29 april 1999)                        | 112 år och 66 dagar – 112 år och 191 dagar  | Japan                     |
| 29 april – 15 november 1999 (200 dagar)                  | Antonio Urrea (18 februari 1888 – 15 november 1999)                     | 111 år och 70 dagar – 111 år och 270 dagar  | Spanien                   |
| 15 november 1999 – 1 mars 2001 (1 år och 106 dagar)      | John Painter (20 september 1888 – 1 mars 2001)                          | 111 år och 56 dagar – 112 år och 162 dagar  | USA                       |
| 1 mars 2001 – 3 januari 2002 (308 dagar)                 | Antonio Todde (22 januari 1889 – 3 januari 2002)                        | 112 år och 38 dagar – 112 år och 346 dagar  | Italien                   |
| 3 januari 2002 – 28 september 2003 (1 år och 268 dagar)  | Yukichi Chuganji (23 mars 1889 – 28 september 2003)                     | 112 år och 286 dagar – 114 år och 189 dagar | Japan                     |
| 28 september 2003 – 5 mars 2004 (154 dagar)              | Joan Riudavets Moll (15 december 1889 – 5 mars 2004)                    | 113 år och 287 dagar – 114 år och 81 dagar  | Spanien                   |
| 5 mars – 19 november 2004 (259 dagar)                    | Fred Hale (1 december 1890 – 19 november 2004)                          | 113 år och 95 dagar – 113 år och 354 dagar  | USA                       |
| 19 november 2004 – 24 januari 2007 (2 år och 66 dagar)   | Emiliano Mercado del Toro (21 augusti 1891 – 24 januari 2007)           | 113 år och 90 dagar – 115 år och 156 dagar  | Puerto Rico               |
| 24 januari 2007 – 19 juni 2009 (2 år och 146 dagar)      | Tomoji Tanabe (18 september 1895 – 19 juni 2009)                        | 111 år och 128 dagar – 113 år och 274 dagar | Japan                     |
| 19 juni – 18 juli 2009 (29 dagar)                        | Henry Allingham (6 juni 1896 – 18 juli 2009)                            | 113 år och 13 dagar – 113 år och 42 dagar   | Storbritannien            |
| 18 juli 2009 – 14 april 2011 (1 år och 270 dagar)        | Walter Breuning (21 september 1896 – 14 april 2011)                     | 112 år och 300 dagar – 114 år och 205 dagar | USA                       |
| 15 april 2011 – 12 juni 2013 (2 år och 58 dagar)         | Jiroemon Kimura (19 april 1897 – 12 juni 2013)                          | 113 år och 361 dagar – 116 år och 54 dagar  | Japan                     |
| 11 juni – 13 september 2013 (94 dagar)                   | Salustiano Sánchez (8 juni 1901 – 13 september 2013)                    | 112 år och 3 dagar – 112 år och 97 dagar    | Spanien (född) USA (död)  |
| 13 september 2013 – 24 april 2014 (223 dagar)            | Arturo Licata (2 maj 1902 – 24 april 2014)                              | 111 år och 234 dagar – 111 år och 357 dagar | Italien                   |
| 24 april – 8 juni 2014 (45 dagar)                        | Alexander Imich (4 februari 1903 – 8 juni 2014)                         | 111 år och 79 dagar – 111 år och 124 dagar  | USA (men född i Polen)    |
| 8 juni 2014 – 5 juli 2015 (1 år och 27 dagar)            | Sakari Momoi (5 februari 1903 – 5 juli 2015)                            | 111 år och 123 dagar – 112 år och 150 dagar | Japan                     |
| 5 juli 2015 – 19 januari 2016 (198 dagar)                | Yasutaro Koide (13 mars 1903 – 19 januari 2016)                         | 112 år och 114 dagar – 112 år och 312 dagar | Japan                     |
| 18 januari 2016 – 11 augusti 2017 (1 år och 205 dagar)   | Israel Kristal (15 september 1903 – 11 augusti 2017)                    | 112 år och 125 dagar – 113 år och 330 dagar | Israel (men född i Polen) |
| 11 augusti 2017 – 29 januari 2018 (171 dagar)            | Francisco Núñez Olivera (13 december 1904 – 29 januari 2018)            | 112 år och 241 dagar – 113 år och 47 dagar  | Spanien                   |
| 30 januari 2018 – 20 januari 2019 (355 dagar)            | Masazō Nonaka (25 juli 1905 – 20 januari 2019)                          | 112 år och 189 dagar – 113 år och 179 dagar | Japan                     |
| 19 januari – 22 oktober 2019 (276 dagar)                 | Gustav Gerneth (ännu ej verifierad) (15 oktober 1905 – 22 oktober 2019) | 113 år och 96 dagar – 114 år och 7 dagar    | Tyskland                  |
| 22 oktober – 3 november 2019 (12 dagar)                  | Domingo Villa Avisencio (26 augusti 1906 – 3 november 2019)             | 113 år och 57 dagar – 113 år och 69 dagar   | Mexiko                    |
| 3 november 2019 – 23 februari 2020 (112 dagar)           | Chitetsu Watanabe (5 mars 1907 - 23 februari 2020)                      | 111 år och 321 dagar – 112 år och 355 dagar | Japan                     |
| 23 februari 2020 - 28 maj 2020 (95 dagar)                | Robert "Bob" Weighton (29 mars 1908 - 28 maj 2020)                      | 111 år och 331 dagar – 112 år och 60 dagar  | Storbritannien            |
| 28 maj 2020 - 12 augusti 2021 (1 år och 76 dagar)        | Emilio Flores Marquez (8 augusti 1908 - 12 augusti 2021)                | 111 år och 294 dagar – 113 år och 4 dagar   | Puerto Rico               |
| 12 augusti 2021 – 2 april 2024 (2 år och 234 dagar)      | Juan Vicente Perez Mora (27 maj 1909 – 2 april 2024)                    | 112 år och 77 dagar – 114 år och 311 dagar  | Venezuela                 |
| 2 april 2024 – (0 år och 237 dagar)                      | John Tinniswood (26 augusti 1912 – 25 november 2024 )                   | 112 år och 43 dagar – 112 år och 91 dagar   | Storbritannien            |